# Murat Cem Akpınar
Murat Cem Akpınar (Trebisonda, 24 gennaio 1999) è un calciatore turco, centrocampista del Bandırmaspor.

## Carriera

### Club
Cresciuto nel settore giovanile del Trabzonspor, debutta in prima squadra il 31 ottobre 2018 in occasione dell'incontro di Türkiye Kupası vinto per 0-2 contro il BAK. Il 22 febbraio 2019 esordisce anche in Süper Lig, disputando l'incontro vinto per 1-3 contro il Göztepe.

### Nazionale
Ha giocato nella nazionale azera Under-17.

## Statistiche

### Presenze e reti nei club
Statistiche aggiornate al 29 gennaio 2023.
| Stagione        | Squadra         | Campionato      | Campionato | Campionato | Coppe nazionali | Coppe nazionali | Coppe nazionali | Coppe continentali | Coppe continentali | Coppe continentali | Altre coppe | Altre coppe | Altre coppe | Totale | Totale |
| Stagione        | Squadra         | Comp            | Pres       | Reti       | Comp            | Pres            | Reti            | Comp               | Pres               | Reti               | Comp        | Pres        | Reti        | Pres   | Reti   |
| --------------- | --------------- | --------------- | ---------- | ---------- | --------------- | --------------- | --------------- | ------------------ | ------------------ | ------------------ | ----------- | ----------- | ----------- | ------ | ------ |
| gen.-giu. 2018  | 1461 Trabzon    | 3L              | 15         | 2          | CT              | -               | -               |                    | -                  | -                  |             | -           | -           | 15     | 2      |
| 2018-2019       | Trabzonspor     | SL              | 6          | 1          | CT              | 3               | 0               |                    | -                  | -                  |             | -           | -           | 9      | 1      |
| 2019-gen. 2020  | Hekimoğlu       | 2L              | 11         | 1          | CT              | 1               | 1               |                    | -                  | -                  |             | -           | -           | 12     | 2      |
| 2020-2021       | Kocaelispor     | 2L              | 32+5       | 3+1        | CT              | 3               | 1               |                    | -                  | -                  |             | -           | -           | 40     | 5      |
| 2021-2022       | Trabzonspor     | SL              | 2          | 0          | CT              | 2               | 0               | UECL               | 0                  | 0                  |             | -           | -           | 4      | 0      |
| 2022-2023       | Giresunspor     | SL              | 17         | 0          | CT              | 3               | 1               |                    | -                  | -                  |             | -           | -           | 20     | 1      |
| Totale carriera | Totale carriera | Totale carriera | 88         | 8          |                 | 12              | 3               |                    | 0                  | 0                  |             | -           | -           | 100    | 11     |

## Palmarès

### Club

#### Competizioni nazionali
- Campionato turco: 1

Trabzonspor: 2021-2022